# Mademoiselle Bocquet
Pour les articles homonymes, voir Bocquet.
Mademoiselle Bocquet, aussi dite Anne ou Marguerite, née au début du XVIIe siècle et morte après 1661, est une compositrice et luthiste française.

## Biographie
Elle dirigea un salon avec Madeleine de Scudéry de 1653 à 1659 et fut en contact avec des membres et fondateurs de l'Académie française. Les compositions de Bocquet explorent les possibilités chromatiques du luth, avec des préludes dans chaque tonalité. Le manuscrit F-Pn Vm.7 6214, conservé à la Bibliothèque nationale de France, contient plusieurs de ses préludes. Sa musique est également présente dans des manuscrits français, allemands et anglais de la seconde moitié du XVIIe siècle.

## Édition
- Monique Rollin et André Souris, Œuvres des Bocquet, Paris, coll. « Arts du spectacle / Corpus des luthistes français », 1972, 148 p., 24 × 32 cm, Broché (ISBN 978-2-222-01411-9)